# Schwarzwaldska kuća
Schwarzwaldska kuća (njem. Schwarzwaldhaus) je tradicionalni stil kuća koje se nalaze uglavnom u središnjem i južnom Schwarzwaldu. Karakterizira ih spušten krov. Zgrade su prilagođene specifičnostima Schwarzwalda: moraju podnijeti opterećenja velikih količina snijega i jakog vjetra. U donjem dijelu kuće se nalazi staja, a u gornjem prostorije za ljude.

## Vanjske poveznice
- Muzej Vogstbauernhof, webstranica na engleskim jeziku  Arhivirana inačica izvorne stranice od 8. srpnja 2009. (Wayback Machine)